# Santiago Vega
Santiago Ignacio Vega Maidana, noto semplicemente come Santiago Vega (Montevideo, 25 settembre 1996), è un ex calciatore uruguaiano, di ruolo attaccante.

## Caratteristiche tecniche
È un centravanti.

## Carriera
Cresciuto nel settore giovanile del Rampla Juniors, ha esordito in prima squadra il 16 febbraio 2019 disputando l'incontro di Primera División Profesional perso 4-3 contro il Progreso.